# Makgeolli
Makgeolli (tiếng Triều Tiên: 막걸리), cũng gọi là Makuly(takju), là một loại nước uống có cồn của Triều Tiên. Món nước uống này được làm từ gạo, có màu đục sữa, vị ngọt. Thức uống này được chế biến bằng cách cho lên men hỗn hợp cơm và nước, độ cồn khoảng 6,5-7%. Thức uống này ban đầu khá phổ biến đối với những người nông dân, họ gọi thức uống này là nongju (tiếng Hàn: 농주; Hanja: 農酒), có nghĩa là rượu nông dân. Tuy nhiên ngày nay món này đã trở nên phổ biến ở các thành phố, đặc biệt là đối với giới trẻ. Dongdongju (동동주) là một loại thức uống rất giống với makgeolli, cả hai đều dùng để uống khi ăn bánh pajeon (파전) hay bindaetteok (빈대떡). Thức uống này được bày bán ở siêu thị dưới dạng chai nhựa.